# Charles Meylan
Charles Meylan ( 1868 - 1941 ) fue un docente, micólogo y briólogo francés. Se especializó en el estudio de musgos, liquenes y mixomicetes.

## Algunas publicaciones
- jules Ammann, charles Meylan. 1918. Flore des mousses de la Suisse, Lausanne, 3 vols.

- charles Meylan. 1924. Les hépatiques de la Suisse, 318 pp. Zúrich

- --------------------. 1926. Observations hépaticologiques Ed. Soc. d'Impression de Basse-Normandie, 3 pp.

- --------------------. 1934. La var. subjulaceum Molendo de l'Hypnum cupressiforme L. 3 pp.

- La abreviatura «Meyl.» se emplea para indicar a Charles Meylan como autoridad en la descripción y clasificación científica de los vegetales.[2]